# Zabłocie (Ustrzyki Dolne)
Zabłocie – część miasta Ustrzyki Dolne w Polsce położona w województwie podkarpackim, w powiecie bieszczadzkim, w gminie Ustrzyki Dolne.
Jest głównie przemysłową, ale też zamieszkałą częścią miasta, oddaloną od jego głównej części o około kilometr. Zabłocie znajduje się w bezpośrednim sąsiedztwie wsi: Równia i Ustjanowa Dolna, nad rzeką Olszanką.